# Digital Underground
A Digital Underground amerikai alternatív hiphop együttes volt a kaliforniai Oaklandből. A felállás albumonként és koncertenként változott.
Az alapító (és egyetlen folyamatos) tag Shock G volt, aki 1987-ben alapította az együttest Jimi "Chopmaster J" Dright-tal és Kenneth "Kenny-K" Waters-szel együtt.
A Digital Underground zenéjére jelentős mértékben hatott a funk műfaja. A zenekar jelentősnek számít amiatt, hogy Tupac Shakur itt kezdte karrierjét.
Első kislemezük az 1989-es "Doowutchyalike" volt, ezt követte az 1990-es The Humpty Dance, amellyel nagy sikert arattak. Az együttes majdnem minden évben turnézott, egészen 2008-ig. Első nagylemezük 1990-ben jelent meg Sex Packets címmel. Ez a lemez bekerült az 1001 lemez, amelyet hallanod kell, mielőtt meghalsz című könyvbe.
Shock G 2008-ban bejelentette, hogy a Digital Underground feloszlik. Utolsó albumuk az ebben az évben megjelent ..Cuz a D.U. Party Don't Stop! volt.
Stretch 1995-ben elhunyt, 27 éves korában. Egy évvel később 2Pac is meghalt, 2021 áprilisában pedig Shock G is elhunyt.

## Tagok
- Shock G
- Kenny K
- Chopmaster J
- DJ Fuze
- Money-B
- Jeremy "DJ-JZ" Jackson
- 2Pac
- DJ Nu-Stylez
- Cleetis "Clee" Mack
- Mack
- 2Fly Eli
- rAN/D (Randy Brooks)
- Michael Webster
- Kent Racker
- Nzazi Malonga
- Schmoovy-Schmoov
- Ramone "Pee Wee" Gooden
- Saafir
- Razzle
- Dazzle
- Esinchill
- BINC
- Young Mass
- Trace Ellington
- Ocea Savage
- Metaphysical
- Numskul
- Mac M&M
- Stretch
- Majesty
- K-Low
- Dialect Lector
- Eric "Kenya Gruve" Baker
- Boni Boyer
- Mystic
- DOT
- Roniece Levias
- Big Money Odis
- Kim Morgan
- MC Clever

## Diszkográfia
- Sex Packets (1990)
- Sons of the P (1991)
- The Body-Hat Syndrome (1993)
- Future Rhythm (1996)
- Who Got the Gravy? (1998)
- ..Cuz a D.U. Party Don't Stop! (2008)